# 1419
| 1419               |
| ------------------ |
| Dødsfald - Fødsler |
|                    |

| Gregoriansk kalender | 1419 MCDXIX             |
| Ab urbe condita      | 2172                    |
| Armensk kalender     | 868 ԹՎ ՊԿԸ              |
| Kinesiske kalender   | 4115 – 4116 戊戌 – 己亥 |
| Etiopisk kalender    | 1411 – 1412             |
| Jødisk kalender      | 5179 – 5180             |
| Hindukalendere       |                         |
| - Vikram Samvat      | 1474 – 1475             |
| - Shaka Samvat       | 1341 – 1342             |
| - Kali Yuga          | 4520 – 4521             |
| Iransk kalender      | 797 – 798               |
| Islamisk kalender    | 822 – 823               |

Konge i Danmark: Erik 7. 1396-1439
Se også 1419 (tal)